# Амвросий (Никифоридис)
Митрополит Амвросий (греч. Μητροπολίτης Αμβρόσιος, в миру Иоа́ннис Никифори́дис греч. Ἰωάννης Νικηφορίδης; род. 1952, Драма, Греция) — епископ греческой православной старостильной юрисдикции ИПЦ Греции (Синод Хризостома); митрополит Филиппский и Маронийский (с 2014).
Тезоименитство — 7 (20) декабря (святитель Амвросий Медиоланский)

## Биография
Родился в 1952 году в городе Драме, в Греции.
Окончил Богословскую школу Солунского университета и после его окончания преподаёт основы православного вероучения (катехизис) в школах Драмы.
После принятия монашеского пострига, своим духовным отцом митрополитом Фтиотидским и Фавмакским Каллиником (Ханиотисом), бывшим председателем Ламийского синода, в 1976 году был хиротонисан во иеродиакона, а в 1981 году им же — в сан иеромонаха.
В 1996 году в Трехсвятительском храме города Драмы митрополитами Фтиотидским Каллиником (Ханиотисом) и Солунским Евфимием (Орфаносом) был хиротонисан в сан епископа города Филипп в Ламийском синоде.
19 февраля 2014 года на основании собственного прошения принят в юрисдикцию Церкви ИПХ Греции (Синод Хризостома).
В июле 2016 года возведён в достоинство митрополита с поручение духовного окормления Восточной Македонии и Фракии.